# Uropterygius wheeleri
Uropterygius wheeleri är en fiskart som beskrevs av Blache, 1967. Uropterygius wheeleri ingår i släktet Uropterygius och familjen Muraenidae. IUCN kategoriserar arten globalt som livskraftig. Inga underarter finns listade i Catalogue of Life.